# Superliga de Turquía 2024-25
La temporada 2024-25 fue la 67.ª temporada de la Superliga de Turquía, la máxima categoría del fútbol profesional en Turquía. El torneo comenzó el 9 de agosto de 2024 y finalizó el 1 de junio de 2025.

## Ascensos y descensos
| Pos. | Descendidos de la Superliga de Turquía 2023-24 |
| ---- | ---------------------------------------------- |
| 17.º | Ankaragücü                                     |
| 18.º | Fatih Karagümrük                               |
| 19.º | Pendikspor                                     |
| 20.º | Istanbulspor                                   |

| Pos.  | Ascendidos de la TFF Primera División 2023-24 |
| ----- | --------------------------------------------- |
| 1.º   | Eyüpspor                                      |
| 2.º   | Göztepe SK                                    |
| Prom. | Bodrum FK                                     |

## Clubes
| Club                | Ciudad                | Estadio                        | Aforo  |
| ------------------- | --------------------- | ------------------------------ | ------ |
| Adana Demirspor     | Adana                 | Nuevo Estadio de Adana         | 33 543 |
| Alanyaspor          | Alanya                | Estadio Bahçeşehir Okulları    | 10 130 |
| Antalyaspor         | Antalya               | Estadio de Antalya             | 33 032 |
| Beşiktaş            | Estambul (Beşiktaş)   | Vodafone Park                  | 42 000 |
| Bodrum FK           | Bodrum                | Bodrum İlçe Stadium            | 4 500  |
| Çaykur Rizespor     | Rize                  | Estadio Çaykur Didi            | 15 332 |
| Estambul Başakşehir | Estambul (Başakşehir) | Estadio Başakşehir Fatih Terim | 17 801 |
| Eyüpspor            | Estambul (Eyüp)       | Estadio Recep Tayyip Erdoğan   | 14 234 |
| Fenerbahçe          | Estambul (Kadıköy)    | Estadio Şükrü Saracoğlu        | 50 509 |
| Galatasaray         | Estambul (Şişli)      | Nef Stadium                    | 52 652 |
| Gaziantep FK        | Gaziantep             | Gaziantep Arena                | 33 502 |
| Göztepe SK          | Esmirna               | Estadio Gürsel Aksel           | 19 713 |
| Hatayspor           | Antioquía             | Nuevo Estadio de Hatay         | 25 269 |
| Kasımpaşa           | Estambul (Beyoğlu)    | Estadio Recep Tayyip Erdoğan   | 14 234 |
| Kayserispor         | Kayseri               | Estadio Kadir Has              | 32 864 |
| Konyaspor           | Konya                 | Estadio Konya Büyükşehir       | 42 276 |
| Samsunspor          | Samsun                | Estadio de Samsun              | 33 919 |
| Sivasspor           | Sivas                 | Sivas Arena                    | 27 532 |
| Trabzonspor         | Trebisonda            | Estadio Şenol Güneş            | 41 900 |

### Información de los equipos
| Equipo              | Entrenador          | Capitán               | Marca       | Patrocinador principal |
| ------------------- | ------------------- | --------------------- | ----------- | ---------------------- |
| Adana Demirspor     | Michael Valkanis    | Mario Balotelli       | Joma        | Bitexen                |
| Alanyaspor          | Fatih Tekke         | Efecan Karaca         | Puma        | TAV Airports           |
| Antalyaspor         | Emre Belözoğlu      | Veysel Sarı           | Adidas      | Çağlayan Grup          |
| Beşiktaş            | Ole Gunnar Solskjær | Necip Uysal           | Adidas      | Beko                   |
| Bodrum FK           | İsmet Taşdemir      | Erkan Değişmez        | Puma        |                        |
| Çaykur Rizespor     | İlhan Palut         | Gökhan Akkan          | Nike        | Çaykur                 |
| Eyüpspor            | Arda Turan          | Caner Erkin           | Nike        | Greenmotion Car Rental |
| Fenerbahçe          | José Mourinho       | Edin Džeko            | Puma        | Otokoç                 |
| Galatasaray         | Okan Buruk          | Fernando Muslera      | Puma        | Sixt                   |
| Gaziantep           | Selçuk İnan         | Papy Djilobodji       | Adidas      |                        |
| Göztepe SK          | Stanimir Stoilov    | İsmail Köybaşı        | Umbro       | Lemar                  |
| Hatayspor           | Özhan Pulat         | Kamil Çörekçi         | Puma        |                        |
| Estambul Başakşehir | Çağdaş Atan         | Volkan Babacan        | Puma        | Balkar                 |
| Kasımpaşa           | Sami Uğurlu         | Kenneth Omeruo        | Puma        | Ciner                  |
| Kayserispor         | Burak Yılmaz        | Dimitrios Kolovetsios | Nike        |                        |
| Konyaspor           | Ali Çamdalı         | Soner Dikmen          | New Balance |                        |
| Samsunspor          | Thomas Reis         | Osman Çelik           | Hummel      |                        |
| Sivasspor           | Bülent Uygun        | Ziya Erdal            | Hummel      | Brand Vadi Istanbul    |
| Trabzonspor         | Şenol Güneş         | Uğurcan Çakır         | Joma        | Papara                 |

## Desarrollo

### Tabla de posiciones
| Pos. | Equipo              | Pts. | PJ | G  | E  | P  | GF | GC | Dif. | Clasificación 2025-26                 |
| ---- | ------------------- | ---- | -- | -- | -- | -- | -- | -- | ---- | ------------------------------------- |
| 1    | Galatasaray (C)     | 95   | 36 | 30 | 5  | 1  | 91 | 31 | +60  | Fase de liga de la Liga de Campeones  |
| 2    | Fenerbahçe          | 84   | 36 | 26 | 6  | 4  | 90 | 39 | +51  | Tercera ronda de la Liga de Campeones |
| 3    | Samsunspor          | 64   | 36 | 19 | 7  | 10 | 55 | 41 | +14  | Ronda de play-off de la Liga Europa   |
| 4    | Beşiktaş            | 62   | 36 | 17 | 11 | 8  | 59 | 36 | +23  | Segunda ronda de la Liga Europa       |
| 5    | İstanbul Başakşehir | 54   | 36 | 16 | 6  | 14 | 60 | 56 | +4   | Segunda ronda de la Liga Conferencia  |
| 6    | Eyüpspor            | 53   | 36 | 15 | 8  | 13 | 52 | 47 | +5   |                                       |
| 7    | Trabzonspor         | 51   | 36 | 13 | 12 | 11 | 58 | 45 | +13  |                                       |
| 8    | Göztepe             | 50   | 36 | 13 | 11 | 12 | 59 | 50 | +9   |                                       |
| 9    | Çaykur Rizespor     | 49   | 36 | 15 | 4  | 17 | 52 | 58 | −6   |                                       |
| 10   | Kasımpaşa           | 47   | 36 | 11 | 14 | 11 | 62 | 63 | −1   |                                       |
| 11   | Konyaspor           | 46   | 36 | 13 | 7  | 16 | 45 | 50 | −5   |                                       |
| 12   | Alanyaspor          | 45   | 36 | 12 | 9  | 15 | 41 | 50 | −9   |                                       |
| 13   | Kayserispor         | 45   | 36 | 11 | 12 | 13 | 45 | 57 | −12  |                                       |
| 14   | Gaziantep           | 45   | 36 | 12 | 9  | 15 | 45 | 50 | −5   |                                       |
| 15   | Antalyaspor         | 44   | 36 | 12 | 8  | 16 | 37 | 62 | −25  |                                       |
| 16   | Bodrum FK (D)       | 37   | 36 | 9  | 10 | 17 | 26 | 43 | −17  | Descenso a la TFF Primera División    |
| 17   | Sivasspor (D)       | 35   | 36 | 9  | 8  | 19 | 44 | 60 | −16  | Descenso a la TFF Primera División    |
| 18   | Hatayspor (D)       | 26   | 36 | 6  | 8  | 22 | 47 | 74 | −27  | Descenso a la TFF Primera División    |
| 19   | Adana Demirspor (D) | 2    | 36 | 3  | 5  | 28 | 34 | 92 | −58  | Descenso a la TFF Primera División    |

Actualizado a los partidos jugados el 1 de mayo de 2025.
 Fuente: TFF
Criterios de clasificación: 1) Puntos; 2) Puntos entre sí; 3) Diferencia de goles entre sí; 4) Goles marcados entre sí; 5) Diferencia goles; 6) Goles marcados; 7) Play-off.
Notas:
1. ↑  El Adana Demirspor fue penalizado con tres puntos menos por no completar a tiempo el procedimiento de licencias efectuado por la Federación Turca de Fútbol.[9]
Luego volvió a ser sancionado con la quita de tres puntos por abandonar el partido contra el Galatasaray.[10]
Finalmente terminó con la quita de 12 puntos con todas sus sanciones.[11]

### Resultados
| Local \ Visitante   | ADA | ALA | ANT | BES | BOD | CAY | EYU | FEN | GAL | GAZ | GOZ | HAT | ISB | KAS | KAY | KON | SAM | SIV | TRA |
| ------------------- | --- | --- | --- | --- | --- | --- | --- | --- | --- | --- | --- | --- | --- | --- | --- | --- | --- | --- | --- |
| Adana Demirspor     | —   | 0–2 | 1–1 | 2–1 | 0–0 | 1–2 | 0–1 | 0–4 | 1–5 | 2–2 | 1–2 | 0–5 | 0–1 | 3–5 | 0–2 | 0–1 | 1–3 | 2–4 | 0–1 |
| Alanyaspor          | 3–2 | —   | 1–2 | 1–1 | 0–1 | 1–0 | 1–1 | 0–2 | 1–2 | 3–0 | 1–1 | 0–0 | 5–4 | 1–2 | 1–1 | 2–1 | 1–0 | 2–0 | 2–1 |
| Antalyaspor         | 2–1 | 2–1 | —   | 1–1 | 3–2 | 2–1 | 1–4 | 0–2 | 0–3 | 0–0 | 0–0 | 3–2 | 0–0 | 2–1 | 2–0 | 1–0 | 2–1 | 2–1 | 0–2 |
| Beşiktaş            | 4–1 | 1–1 | 4–2 | —   | 2–1 | 1–2 | 2–1 | 1–0 | 2–1 | 1–2 | 2–4 | 5–1 | 0–2 | 1–3 | 2–0 | 2–0 | 0–0 | 2–0 | 2–1 |
| Bodrum FK           | 3–1 | 0–0 | 0–0 | 0–4 | —   | 0–1 | 0–1 | 2–4 | 0–1 | 0–1 | 0–0 | 1–0 | 0–1 | 1–0 | 1–1 | 3–1 | 1–2 | 2–0 | 1–1 |
| Çaykur Rizespor     | 3–2 | 3–1 | 2–1 | 1–1 | 0–2 | —   | 1–0 | 0–5 | 1–2 | 2–0 | 6–3 | 5–2 | 1–1 | 0–1 | 3–0 | 1–1 | 0–1 | 1–1 | 3–1 |
| Eyüpspor            | 6–0 | 3–0 | 2–1 | 1–3 | 4–1 | 1–2 | —   | 1–1 | 1–5 | 3–2 | 1–0 | 2–0 | 1–3 | 0–3 | 1–1 | 2–1 | 3–0 | 1–0 | 0–0 |
| Fenerbahçe          | 1–0 | 3–0 | 3–0 | 0–1 | 2–0 | 3–2 | 2–1 | —   | 1–3 | 3–1 | 3–2 | 2–1 | 3–1 | 3–1 | 3–3 | 2–1 | 0–0 | 4–0 | 4–1 |
| Galatasaray         | 3–0 | 1–0 | 4–0 | 2–1 | 2–0 | 5–0 | 2–2 | 0–0 | —   | 3–1 | 2–1 | 2–1 | 2–0 | 3–3 | 3–0 | 1–0 | 3–2 | 4–1 | 4–3 |
| Gaziantep FK        | 1–0 | 0–1 | 2–0 | 1–1 | 0–0 | 1–0 | 3–1 | 1–3 | 0–1 | —   | 2–1 | 2–1 | 3–0 | 2–2 | 1–0 | 3–1 | 0–1 | 2–1 | 0–0 |
| Göztepe             | 3–1 | 0–1 | 1–0 | 1–1 | 2–0 | 3–0 | 1–1 | 2–2 | 0–2 | 1–1 | —   | 1–1 | 4–1 | 5–0 | 3–0 | 2–0 | 2–2 | 3–2 | 2–1 |
| Hatayspor           | 1–3 | 1–0 | 2–3 | 1–1 | 0–1 | 1–2 | 0–1 | 4–2 | 1–1 | 3–1 | 1–1 | —   | 2–4 | 1–1 | 0–1 | 2–3 | 0–3 | 3–2 | 1–1 |
| İstanbul Başakşehir | 2–3 | 4–2 | 5–2 | 0–0 | 0–1 | 2–0 | 1–1 | 1–4 | 1–2 | 2–1 | 4–1 | 3–0 | —   | 2–2 | 1–1 | 1–0 | 4–0 | 1–0 | 0–3 |
| Kasımpaşa           | 2–2 | 2–1 | 0–0 | 1–1 | 0–0 | 3–2 | 2–0 | 0–2 | 3–3 | 2–2 | 1–2 | 5–4 | 2–3 | —   | 1–2 | 2–3 | 1–4 | 3–1 | 1–1 |
| Kayserispor         | 0–0 | 2–0 | 3–1 | 0–3 | 1–1 | 1–0 | 2–2 | 2–6 | 1–5 | 2–2 | 1–0 | 5–0 | 3–1 | 1–0 | —   | 3–2 | 0–1 | 1–2 | 0–0 |
| Konyaspor           | 3–1 | 1–2 | 1–1 | 1–0 | 3–1 | 2–1 | 2–1 | 2–3 | 1–2 | 1–0 | 1–0 | 1–1 | 3–2 | 3–3 | 0–0 | —   | 0–1 | 0–0 | 1–0 |
| Samsunspor          | 3–2 | 1–1 | 2–0 | 0–2 | 4–0 | 2–3 | 3–0 | 2–2 | 0–2 | 2–1 | 4–3 | 2–0 | 2–0 | 0–2 | 2–1 | 0–1 | —   | 1–0 | 2–1 |
| Sivasspor           | 5–1 | 1–1 | 2–0 | 0–2 | 0–0 | 2–1 | 0–1 | 1–3 | 2–3 | 3–2 | 3–1 | 3–2 | 1–2 | 0–0 | 5–2 | 1–1 | 0–0 | —   | 0–0 |
| Trabzonspor         | 5–0 | 4–3 | 5–0 | 1–1 | 1–0 | 2–0 | 1–0 | 2–3 | 0–2 | 3–2 | 1–1 | 1–2 | 1–0 | 2–2 | 2–2 | 3–2 | 2–2 | 4–0 | —   |

## Goleadores
Actualizado el 1 de junio de 2025.
| Pos. | Jugador           | Equipo              | Goles |
| ---- | ----------------- | ------------------- | ----- |
| 1    | Victor Osimhen    | Galatasaray         | 12    |
| 2    | Krzysztof Piątek  | İstanbul Başakşehir | 11    |
| 3    | Youssef En-Nesyri | Fenerbahçe          | 10    |
| 4    | Ali Sowe          | Çaykur Rizespor     | 13    |
| 4    | Simon Banza       | Trabzonspor         | 13    |